# Мечеть Ходжа Илгор
Мечеть Ходжа Илгор (узб. Xoʻja Ilgʻor masjidi) — архитектурный памятник, расположенный в Риштане (Ферганская область, Узбекистан). Построена в 1905 году. Мечеть построена в исламском архитектурном стиле. Мечеть Ходжа Илгор является типичным примером ферганского многоколонного, фронтально раскрытого культового здания. В настоящее время является действующей мечетью.
В настоящее время входит в список материального культурного наследия Узбекистана республиканского значения.

## История
Мечеть Ходжа Илгор была построена в 1905 году в Риштане. В строительстве основные работы выполнили отец и сын, мастера Эшонхон и Норибай по заказу Шокира Мингбаши.
Мечеть имеет прямоугольную форму (40х13 метров), зимний трех-колонный зал окружен трехсторонним айваном. Линия карниза имеет трехступенчатую форму, возвышающуюся к центральной оси, на которой находятся михрабы. Михрабы в форме стрельчатых ниш сделаны в западной стене зала под навесом. У граненых колонн базы выделены геометрической формой и фигурно обработаны элементы. Гармония и разнообразие цветов и узоров привлекают внимание. Многолетние деревья затеняют прилегающую территорию и создают живописный пейзаж, в который гармонично вписывается мечеть. Восточнее мечети в парке сделан искусственный водоем (хауз).
Мастера уделили большое внимание декору потолка. В росписях потолка привлекает четкий, графический, хороших пропорций рисунок и богатый колорит. Рисунок практически полностью заполняет по контурам архитектурный элемент. В декоре потолка применена обширная гамма цветов в окраске пышных растительных узоров. Однако в росписи потолка применяется в основном синие, зелёные и красные краски.